# Orhan Pamuk
Orhan Pamuk, född 7 juni 1952 i Istanbul, är en turkisk författare och journalist. Han tilldelades Nobelpriset i litteratur 2006. 
Pamuk är mycket populär i sitt hemland och har ett växande antal läsare runt om i världen. Hans verk har översatts till över fyrtio språk och han har utöver Nobelpriset även tilldelats flera andra betydande litterära priser. 

## Biografi
Pamuk föddes i en välbärgad sekulariserad familj. Hans far var ingenjör och Pamuk utbildades vid den amerikanska skolan Robert College i Istanbul. Han gick sedan arkitekturprogrammet vid Istanbuls tekniska universitet, eftersom familjen ville att han skulle bli ingenjör eller arkitekt. Efter tre års studier hoppade han dock av för att bli författare på heltid. Pamuk tog examen vid institutet för journalistik vid Istanbuls universitet 1977. Han var gästforskare vid Columbia University i New York från 1985 till 1988. Därefter återvände han till Istanbul.
Pamuk gifte sig med Aylin Turegen 1982, men de skilde sig 2001. De har en dotter, Rüya (ett namn som betyder dröm). Pamuk bor kvar i Istanbul.

### Början på författarkarriären
Pamuk började skriva regelbundet 1974. För sin första roman, Karanlık ve Işık (Mörkret och ljuset), fick han dela priset i tidningen Milliyets romantävling 1979 med Mehmet Eroğlu. Romanen publicerades under titeln Cevdet Bey ve Oğulları (Herr Cevdet och hans söner) 1982 och vann Orhan Kemals romanpris 1983. Romanen handlar om tre generationer i en rik familj i Istanbul som bor i Nişantaşı, det område i Istanbul där Pamuk växte upp.
Pamuk mottog ett antal kritikerpris för sina tidiga verk, däribland Madarali-romanpriset 1984 för sin andra roman Sessiz Ev (Det tysta huset) och 1991 Prix de la Découverte Européenne för den franska översättningen av densamma. Hans historiska roman Beyaz Kale (Den vita borgen), som publicerades på turkiska 1985, vann det amerikanska priset Independent Award for Foreign Fiction 1990 och ökade hans rykte utomlands.  Han började nu experimentera med postmoderna inslag i sina romaner istället för att hålla sig till den strikta naturalismen i de tidigare verken. Han är även influerad av islams inre tradition, sufismen, och dess språkmystik.

### Folklig popularitet och politiska kontroverser
Det tog längre tid för Pamuk att nå folklig framgång, men romanen Kara Kitap (Den svarta boken) från 1990 blev ett av de mest kontroversiella och populära verken i den turkiska litteraturen. 1992 skrev han manus till filmen Gizli Yüz (hemligt ansikte), som baserades på Den svarta boken och regisserades av en känd turkisk regissör, Ömer Kavur.  Pamuks fjärde roman Yeni Hayat (Det nya livet) blev en sensation i Turkiet när den publicerades 1995 och den snabbast säljande boken i landets historia. Vid det här laget hade Pamuk också blivit en känd offentlig person i Turkiet på grund av sitt stöd för kurdernas politiska rättigheter. 1995 åtalades Pamuk tillsammans med en grupp författare för att ha skrivit essäer som kritiserade Turkiets behandling av kurderna. 1999 gav Pamuk ut sin bok Öteki Renkler. 
Pamuks internationella berömmelse fortsatte att öka när han publicerade Benim Adım Kırmızı (Mitt namn är röd) 2000. Romanen blandar mysterier, romantik och filosofiska gåtor i en 1500-talsmiljö i Istanbul. Den behandlar den osmanske sultanen Murat III:s regering under nio snöiga vinterdagar 1591. Mitt namn är röd har översatts till 24 språk och vann det mest inkomstbringande priset i den internationella litterära världen[källa behövs], International IMPAC Dublin Literary Award, 2003.

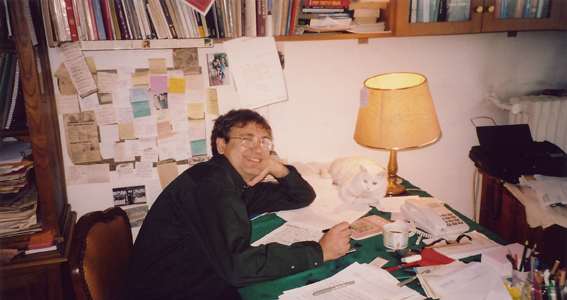
Orhan Pamuk

Pamuks roman Kar (Snö) från 2002 behandlar konflikten mellan islamism och västvänlighet i nutidens Turkiet. Pamuk beskriver den som sin "första och sista politiska roman". Den utspelas i den lilla staden Kars i nordöstra Turkiet. Han publicerade en reseberättelse, İstanbul-Hatıralar ve Şehir 2003. 2005 tilldelades Orhan Pamuk tyska bokhandelns fredspris för sitt litterära arbete. 
Orhan Pamuk blev 2005 åtalad för att ha kränkt nationens heder i ett uttalande om Turkiets behandling av armenier och kurder. Åtalet väckte stor upprördhet i Europa. I en intervju med en schweizisk tidning sade Pamuk: "trettio tusen kurder och en miljon armenier har dödats här och nästan ingen annan än jag vågar tala om det". Åtalet mot Orhan Pamuk lades så småningom ned. Frågan om det armeniska folkmordet är en känslig fråga i Turkiet. Dock överklagade advokaten som hade väckt åtal mot Pamuk och den högsta appellationsdomstolen tvingade domstolen i Sisli att åter öppna fallet. Den 27 mars 2011 dömdes Pamuk till 6 000 lira (cirka 25 000 SEK) i skadestånd till fem individer för att ha skändat deras heder.

## Utmärkelser
- Independent Foreign Fiction Prize,  1990
- Antalyas filmfestivals pris för bästa specialskrivna manus,  1991
- Prix du Meilleur Livre étranger,  2002
- Grinzane Cavour-priset,  2002
- International IMPAC Dublin Literary Award,  2003
- Ricarda-Huch priset,  2005
- Prix Médicis étranger,  2005
- Tyska bokhandelns fredspris,  2005[6]
- Nobelpriset i litteratur,  2006[7][8]
- Hedersdoktor vid Freie Universität Berlin,  2007
- Hedersdoktor vid Universidad Complutense,  2007
- Ovidius-priset,  2008
- Doctorat honoris causa de l'université de Rouen,  2009[9]
- Norman Mailer Prize,  2010
- Hedersdoktor vid Yale University,  23 maj 2010[10][11]
- Hedersdoktor vid Sofias universitet,  2011
- Officer av Hederslegionen,  29 oktober 2012[12]
- Tyskturkiska vänskapspriset,  2015
- Erdal Öz litteraturpris,  2015
- Hedersdoktor vid Lyon-II-universitetet,  24 juni 2024[13]
- Hedersdoktor vid Sankt Petersburgs universitet
- Kommendör av Arts et Lettres-orden
- Hedersdoktor vid Tiranas universitet
- Hedersdoktor vid det amerikanska universitetet i Beirut

[Redigera Wikidata]